# Еманюел Левинас
Еманюел Левинас (на френски: Emmanuel Lévinas; р. 30 декември 1905/12 януари 1906, Ковно – п. 25 декември 1995, Париж) е френски философ.

## Биография

### Произход и младежки години
Емануел Левинас е роден в Каунас, тогава в рамките на Руската империя, днес в Литва, на 30 декември 1905 г. (12 януари 1906 г. по григорианския календар) в семейството на Йехиел Абрамович Левин и Двейра Мойшеевна Гурвич. Той е най-големият в семейство с три момчета; братята му се казват Борис (роден през 1909 г.) и Аминадав (роден през 1913 г.).
Баща му е книжар и семейството говори идиш, литовски и руски. Частен учител преподава на трите деца иврит, започвайки от четенето на еврейската Библия. Така Левинас се превръща в полиглот още от дете.
Войната от 1914 г. принуждава семейството да бяга в Харков, съвременна Украйна. Там остават до 1920 г. 11-годишният Левинас става свидетел на Руската революция от 1917 г. Именно в Харков постъпва в гимназия (с преподаване на руски език) (1915–1920), въпреки numerus clausus, позволяващ прием само на пет еврейски деца. В гимназията той се запознава с великите руски писатели, особено Пушкин, Лермонтов, Толстой и Достоевски, но също и Шекспир. След това продължава образованието си в еврейската гимназия в Каунас (1920–1923), където преподаването се води на иврит и руски). Пише поезия на руски (оцеляло е само едно стихотворение).
След като през 1918 г. Литва получава своята независимост, неговото фамилно име е записано в различни документи в съответствие с нормите на литовския правопис: Levinas.
През 1923 г. Левинас заминава за Франция, в университета в Страсбург, за да следва философия. Остава там до 1927 г. Студент е на Морис Прадинес, който тогава преподава обща философия, но също и на Шарл Блондел, Морис Халбвакс, Анри Картерон и по-късно Марсел Геру. Той среща Морис Бланшо, с когото поддържа дълбоко приятелство.
Отива в Германия през 1928 г. Живее във Фрайбург, където следва два семестъра при Едмунд Хусерл, след това един семестър при Мартин Хайдегер. Там е посветен в тънкостите на феноменологията, в която е въведен от Жан Херинг. През 1929 г. участва като слушател във втория университетски курс в Давос, заедно с много други френски и немски интелектуалци (присъства на диспута в Давос между Мартин Хайдегер и Ернст Касирер).
Завръща се в университета в Страсбург, за да защити докторската си дисертация по философия, озаглавена „Теория на интуицията във феноменологията на Хусерл“ (1930). След това се установява в Париж, където следва курсовете на Леон Брунсвик, както и понякога тези на Александър Кожев за Хегел. В събота вечер той посещава философските срещи, организирани от Габриел Марсел.

### Начало на професионалния път и участие във Втората световна война
Левинас получава френско гражданство през 1931 г. На следващата година се жени за Раиса (Маргьорит) Леви (1905-1994), с която се познават от деца. От 1933 до 1939 г. той работи за Световния еврейски съюз. Семейство Левинас имат три деца: Елиане, която умира в ранна детска възраст, Симон Хензел (по баща Левинас), педиатър, и пианистът и композитор Михаел Левинас.
Подофицер от запаса, Левинас е мобилизиран при обявяването на войната в края на 1939 г., както повечето французи на възраст от 20 до 48 години, като армейски преводач от руски език. Девет месеца по-късно, след германската победа, той е взет в плен и споделя съдбата на 1,8 милиона френски войници. Те ще бъдат депортирани далеч от живота на окупирана Франция, в сто щалага (т.е. Stammlager, обикновен лагер за военнопленници) или офлага (за офицери), управлявани от Вермахта (а не от SS, както е при другите германски лагери). Щалагите и офлагите са разположени на отдалечени места из всички земи на Райха (Германия, Полша...).
Левинас е затворен в Рен за няколко месеца във фронтщалаг, след което е изпратен в Германия близо до Хановер, където остава пет години в Щалаг XI-B в Бад Фалингбостел, където военнопленници са приблизително 30 000 французи, белгийци и югославяни. Левинас написва по-голямата част от книгата си „От съществуване към съществуващо“ там (публикувана е в Париж през 1947 г.). По същото време той написва и своите „Тетрадки на военнопленика“.
Съпругата и дъщеря му успяват да намерят убежище по време на войната при сестрите викентинки близо до Орлеан. Почти цялото му семейство, останало в Литва, е избито от нацистите по време на германската окупация през 1941-1944 г.

### Завръщане към цивилния живот и професионална кариера
При завръщането си от лагера той намира в Париж активната подкрепа на членове на академичната общност като Жан Вал, основател през 1947 г. на Философския колеж, а също и издател. Левинас се посвещава изцяло на философията и преподаването.
Преподава основно в École Normale Israélite Orientale (ENIO) в Париж, на което става директор, но и като професор в Парижкия университет от 1973 г. Всъщност през 1945 г. Рене Касен го избира да поеме в Париж ръководството на École Normale Israélite Orientale, която обучава учители за Alliance Israélite Universelle (AIU). Той заема тази позиция в продължение на 34 години, като същевременно продължава преподаването в университета. През 1945-1946 г. той е секретар на Alliance Israélite Universelle (AIU).
През 1947 г. публикува „От съществуване към съществуващо“. Редовно участва в конференции във Философския колеж на Жан Вал. По това време той започва да изучава Талмуда под ръководството на М. Чучани.
През 1961 г., по настояване на Жан Вал, той публикува „Тоталност и безкрайност“.
От 1964 до 1975 г. Левинас развива своята академична кариера. Това го отвежда от университета на Поатие, през университета Париж-Нантер (1967 г.), до университета Париж-Сорбона (1973 г.), където преподава до 1976 г., годината на пенсионирането му.
През 70-те и 80-те години на ХХ век, по покана на еврейската общност във Фрибур (Швейцария), Левинас преподава няколко курса във Фрибургския университет (еврейска мисъл, Хусерл, екзегеза на Тората). През 1989 г. получава наградата „Балзан“ за философия.
Емануел Левинас умира на 25 декември 1995 г. в Клиши по време на празника Ханука. Погребан е в парижкото гробище Пантен-Бобини. Надгробното му слово, по негово собствено желание, е произнесено от Жак Дерида.

## Идеи
Философията му е повлияна от идеите на Хусерл, Хайдегер и религиозната традиция на юдаизма. За основа на философията той счита етиката.
Левинас формулира основните понятия на своята философия в историческия контекст на Втората световна война, за да създаде по-сетне своята етика на отговорността.
Привилегирован свидетел на „дълбокото разкъсване на един свят, свързан едновременно с философите и пророците“, Левинас твърди, че трансцендентното не е нито плячка, грижливо пазена от религията, нито единствената философска истина. Разграничавайки се от примитивните проявления на религията – насилието и свещеното – и от Хайдегеровата онтология – философията на властта, философът приканва към възприемането на абсолютното от гледна точка на атеиста. Според него монотеистичната вяра предполага един метафизичен атеизъм, една пригодност за живот отделено: едно етично поведение. Отделянето става в самото същество. То е дистанция между Същото и Другото. Това отделяне предполага, че субектът се разполага някъде, заставайки с лице към своя събеседник. Това „някъде“ не се намира никъде. То е условието, за да може да се състои осъзнаването. Именно съществуващото като отделено битие може да достигне до идеята за Безкрайното; до истината, където Същото не се проваля в Другото, а му говори. Възприемането на словото на другия – приемането на епифанията на лицето – се заключава в налагането му като отговорен, тоест служещ на другия.
Левинас демонтира философията на битието и предлага една философия на другото. Неговата етика – като критическа загриженост към онтологията, която свежда Другото към Същото – е своеобразно оспорване на спонтанността на Същото от присъствието на Другия. Другият, това е чужденецът, беднякът, голтакът с тяло, белязано от насилието. А според Левинас, когато става дума за голотата и страданието на другите, вече не може да се говори за „познание“, а за „отговорност“.

## Почетни докторати
- Университет „Лойола“ в Чикаго, 1970.
- Лайденски университет, 1975.
- Католически университет на Лувен, 1976.

## Творби
- Théorie de l’intuition dans la phénoménologie de Husserl, 1930 (nouvelle édition Vrin, Paris, 2000)
- De l'évasion [1935], Montpellier, Fata Morgana, 1982
- De l'existence à l'existant , Paris, Fontaine, 1947 (rééd. J. Vrin, 1978, nouvelle édition, 1993)
- En découvrant l'existence avec Husserl et Heidegger, [1949], Paris, J. Vrin, nouvelle édition aug. 1967, 3e édition 1974
- Totalité et Infini. Essai sur l’extériorité, 1961
- Quatre lectures talmudiques, Paris, Minuit, 1968, nouvelle édition in coll. „Critique“, 1976
- Difficile liberté, Paris, Albin Michel, coll. „Présence du judaïsme“, nouvelle édition aug. 1976, 3e édit. 1983, 4e édition 1995, 5e édition 2006
- Sur Maurice Blanchot, Fata Morgana, coll. „Essais“, 1976, nouvelle édition 1995
- Noms propres, Montpellier, Fata Morgana, 1976
- Du sacré au saint : cinq nouvelles lectures talmudiques, Paris Minuit, coll. „Critique“, 1977
- Le Temps et l'Autre, Montpellier, Fata Morgana, 1980 - PUF, 2011
- L'Au-delà du verset : lectures et discours talmudiques, Paris, Minuit, coll. „Critique“, 1982
- Éthique et Infini (dialogues d'Emmanuel Levinas et Philippe Nemo), Paris, Fayard, coll. „L'Espace intérieur“, 1982
- Difficile liberté, Paris, LGF, Le Livre de poche, coll. „Biblio-essais“, 1984
- Transcendance et Intelligibilité, Genève, Labor et Fides, 1984, nouvelle édition 1996
- Noms propres, Paris, Le Livre de poche, coll. „Biblio essais“, 1987, 2014
- À l'heure des nations, Paris, Minuit, coll. „Critique“, 1988
- Autrement qu'être ou Au-delà de l'essence, Paris, LGF, Le Livre de poche, coll. „Biblio-essais“, 1990
- De Dieu qui vient à l'idée, Paris, J.Vrin, 2e édit. revue et aug. 1992
- La Mort et le Temps, Paris, LGF, Le Livre de poche, coll. „Biblio-essais“, 1992
- Dieu, la mort et le temps, Paris, Grasset, 1993
- L'Intrigue de l'infini : textes réunis et présentés par Marie-Anne Lescourret, Paris, Flammarion, 1994
- Liberté et Commandement, Montpellier, Fata Morgana, coll. „Essais“, 1994
- Altérité et transcendance, Montpellier, Fata Morgana, coll. „Essais“, 1995
- Dieu, la mort et le temps, LGF, Le Livre de poche, coll. „Biblio-essais“, 1995
- Nouvelles lectures talmudiques, Paris, Minuit, 1996
- Hors sujet, LGF, Le Livre de poche, coll. „Biblio-essais“, 1997
- De l'évasion, Paris, LGF, Le Livre de poche, coll. „Biblio-essais“, 1998
- L'Éthique comme philosophie première, Paris, Rivages, coll. „Rivages poche“, 1998

Издания в България
- Времето и другото. Прев. Тодорка Минева. София: СОНМ, 1995.
- Хуманизъм към другия човек. Прев. Тодорка Минева. София: СОНМ, 1996.
- Собствени имена. Прев. Тодорка Минева и Веселин Праматаров. София: СОНМ, 1997.[16]
- Другост и трансцендентност. Прев. Тодорка Минева. София: СОНМ, 1999.
- Тоталност и безкрайност. Прев. Мария Димитрова. София: Университетско издателство „Св. Кл. Охридски“, 2000.
- Другояче от битието, или отвъд същността. Прев. Тодорка Минева. София: СОНМ, 2002.